# DANCE TRACKS VOL.1
《DANCE TRACKS VOL.1》是日本女歌手安室奈美惠第一張專輯。於1995年10月16日發行。

## 簡介
- 安室於本作發售後移籍avex trax繼續藝人活動，本作的製作班底都是來自avex的陣容。
- 以「安室奈美惠」個人單獨名義發售的專輯，收錄曲為Super Monkey's時期的樂曲。封底及歌詞本則載有Super Monkey's其他活動中的成員 (即現今MAX (樂團)的成員：澤詩奈奈子、天久美奈子、松田律子及宮內玲奈)的照片。
- 專輯原先預定會製作四至五首新曲，由於安室喉嚨不適的關係，最後只收錄三首新曲，其他已在先前單曲披露的歌曲則以重新混音方式收錄在此專輯 (惟出道單曲「戀之Cute Beat/Mr U.S.A.」並沒有收錄)。安室在其後的訪問中表示對於這製作中途結束的專輯感到後悔。
- 累積出貨量200萬張[1]，日本歷代專輯銷量第88位。

## 收錄曲
1. GO! GO! ～以夢想的速度～（GO! GO! ～夢の速さで～）(4:50)
2. TRY ME ～相信我～ （TRY ME ～私を信じて～）(NEW ALBUM MIX)(4:04)
3. Stop the music (NEW ALBUM MIX) (3:51)
4. GET MY SHININ'(4:02)
5. 原諒我的任性 （わがままを許して）(GROOVY MIX)(5:00)
6. 愛的麝香葡萄 （愛してマスカット）(GROOVY MIX)(4:04)
7. PARADISE TRAIN (GROOVY MIX)(4:31)
8. DANCING JUNK (GROOVY MIX)(4:47)
9. Super Luck!(3:56)
10. 在心中點燃愛火 （ハートに火をつけて）(NEW ALBUM MIX)(3:29)
11. 太陽的SEASON （太陽のSEASON）(NEW ALBUM MIX)(3:46)
12. BONUS-1. TRY ME ～相信我～ （TRY ME ～私を信じて～）(EXTENDED VERSION)(5:11)
13. BONUS-2. 太陽的SEASON （太陽のSEASON）(SALSOULIKE MIX)(3:30)

## 單曲銷量
| 日期          | 歌曲           | 最高排名 | 上榜週數 | 銷量    |
| ------------- | -------------- | -------- | -------- | ------- |
| 1995年4月26日 | 太陽的SEASON   | #5       | 17       | 610,680 |
| 1995年7月24日 | Stop the music | #4       | 13       | 528,160 |

## 備註
1. ↑  .   [2001-07-15]. （原始内容存档于2001-07-15）.